# Vulpes macrotis
La volpe pigmea americana (Vulpes macrotis Merriam, 1888) è una volpe nordamericana relativamente comune. Il suo areale si estende fino al Messico settentrionale. Alcuni mammalologi la classificano come conspecifica della volpe americana, V. velox, ma la sistematica molecolare implica che le due specie vengano considerate distinte.

## Descrizione
Ha il mantello generalmente grigio, con sfumature color ruggine, e l'estremità della coda nera. Diversamente dalla volpe grigia non ha nessuna striscia lungo la coda.

## Caccia e abitudini alimentari
La volpe pigmea americana è un animale in gran parte notturno, ma talvolta si avventura fuori della tana anche durante il giorno. La volpe pigmea americana parte per la caccia generalmente poco dopo il tramonto, nutrendosi soprattutto di piccoli animali come ratti canguro, jackrabbit, insetti, pesci e piccoli uccelli. Più famiglie di queste volpi possono occupare gli stessi terreni di caccia, ma generalmente non cacciano nelle stesse ore.

## Riproduzione
I maschi e le femmine di volpe pigmea americana stabiliscono le coppie durante ottobre e novembre. Queste possono variare da un anno all'altro. Si accoppiano tra dicembre e febbraio, quando utilizzano tane familiari più grandi. I volpacchiotti, solitamente da 3 a 14, nascono tra marzo e aprile (McGrew 1979).

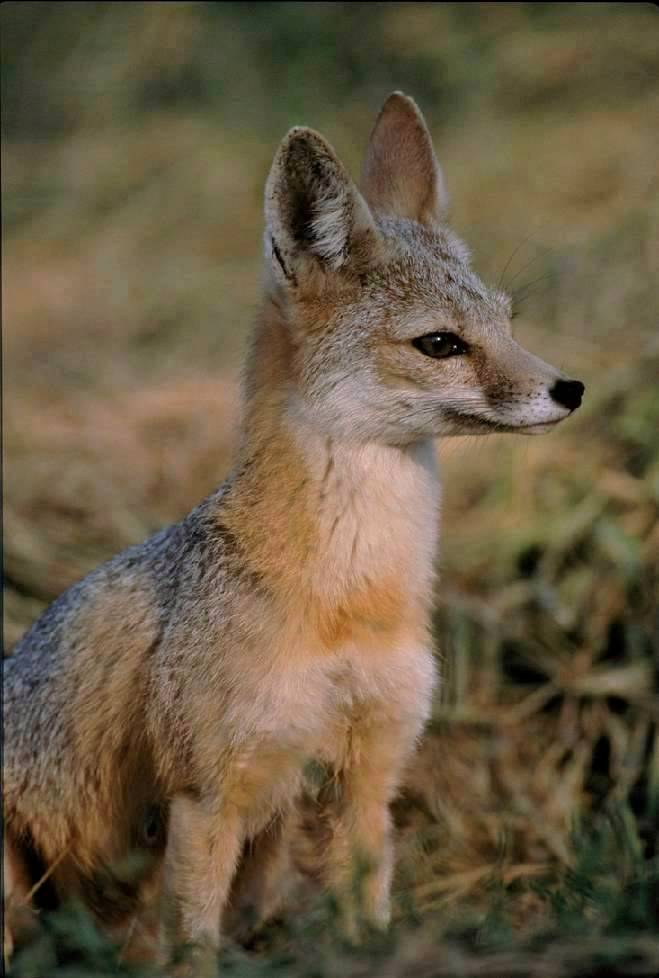
Volpe pigmea americana di San Joaquin.

## Sottospecie
La volpe pigmea americana non ha sottospecie riconosciute, nonostante alcune popolazioni vengano ritenute tali.
La volpe pigmea americana di San Joaquin (Vulpes macrotis mutica) in passato era molto comune nella Valle del San Joaquin, in California. Nel 1990 la sua popolazione era stata stimata sui 7.000 esemplari ed è attualmente considerata minacciata. Il 26 settembre 2007, la Wildlands, Inc. ha annunciato la designazione dei 684 acri del Deadman Creek Conservation Bank, un'area selezionata appositamente per proteggere l'habitat della volpe pigmea americana di San Joaquin.
La volpe pigmea americana del deserto (Vulpes macrotis arsipus) vive nel Deserto del Mojave.
La volpe pigmea americana della California Meridionale (Vulpes macrotis macrotis) era originaria delle regioni desertiche della California Meridionale, ma si è estinta nel 1903.